# Verführung am Meer
Verführung am Meer ist ein weitgehend auf zwei Personen begrenztes Kinofilmmelodram aus dem Jahre 1963 mit Peter van Eyck und Elke Sommer in den Hauptrollen.

## Handlung
Der Einsiedler Peter, einst als Dozent in Deutschland tätig, hat sich zum von den Menschen und der Welt enttäuschten Sonderling entwickelt und sich aus der Zivilisation auf eine einsame Insel vor der jugoslawischen Adriaküste zurückgezogen. Eines Tages landet dort ein bildhübsches, junges Mädchen an, das in ihrem Auftreten sehr bestimmt ist und genau weiß, was sie will.
Sie heißt Eva, ist eine deutsche Studentin und beginnt als blonde, erotische Sirene den sehr viel älteren Peter nach allen Regeln weiblicher Verführungskunst zu becircen, um ihn von seinem dalmatinischen Robinson-Dasein „zu erlösen“. Peter ahnt nicht, dass Eva von seiner herrschsüchtigen Mutter entsandt wurde, die ihn auf diese Weise zurück in die Zivilisation lotsen will. Das Verhältnis zwischen Peter und seiner Mutter ist stark belastet, da die Alte ihn einst in eine katastrophale Ehe mit kriminellem Ausgang geführt hatte.

## Produktionsnotizen
Verführung am Meer wurde von November 1962 bis Anfang Mai 1963 in Jugoslawien (unter anderem in Split und Umgebung) gedreht. Die Uraufführung fand in Jugoslawien am 22. Mai 1963 statt, die deutsche Erstaufführung war am 16. August 1963 im Kölner Kino Rex am Ring.

## Kritiken
Die Kritik ließ an dem Film kein gutes Haar. Nachfolgend einige Beispiele:

„Unfreiwillig erheiternder, langweiliger ‚Sex‘-Film.“

„Bis auf, jedenfalls von jugosl. Coproduzenten beigestellte, Chargen ein Zwei-Personen-Film – sie überfordert und er zu gereift für die Rolle –, der nach über Gebühr gedehntem Auftakt auch nicht recht auf Touren kommt und außer seinen Küstenbildern […] auch weniger kritisches Publikum nur leidlich zufrieden zu stellen vermag.“

„Eine miserabel gespielte und schlecht inszenierte Kolportage-Geschichte, deren Ansätze zu spekulativer Erotik unfreiwillige Heiterkeit erzeugen könnten, wenn der Film nicht so extrem langweilig wäre.“